# Klasyk (album)
Klasyk – pierwszy album polskiej grupy hip-hopowej Bez Cenzury. Wydawnictwo ukazało się 23 lutego 2006 roku, nakładem wytwórni muzycznej EmbargoNagrania. Wydaniu płyty towarzyszyły kontrowersje, związane z umieszczeniem przez zespół na okładce napisu Jak masz ukraść z internetu LEPIEJ zajeb to ze sklepu, co sieć Empik odebrała jako prowokację do kradzieży płyt bezpośrednio z jej sklepów. W efekcie album został wycofany ze sprzedaży, jednakże kontrowersyjny napis był widoczny dopiero po otwarciu pudełka. Po rozmowach wydawcy z przedstawicielami Empiku, płyta po paru dniach wróciła do sprzedaży. Oprawę graficzną albumu wykonał Grzegorz "Forin" Piwnicki.
Nagrania dotarły do 4. miejsca zestawienia OLiS. 

## Lista utworów
Opracowano na podstawie materiału źródłowego.
1. "Intro" (produkcja: Siwers, scratche: DJ Ovca) – 0:59
2. "Bez cenzury" (produkcja: Siwers, scratche: DJ Panda) – 3:59[A]
3. "Cokolwiek by nie mówili" (produkcja: Siwers) – 4:07
4. "Nie wiem jak to jest" (produkcja: Siwers) – 4:08
5. "Pozdrowienia 1" (produkcja: Dezmond) – 0:39
6. "Przesiąknięci dźwiękiem" (produkcja: Siwers, gościnnie: Foster, Mercedresu) – 4:53
7. "Gdybym mógł cofnąć czas" (produkcja: Dezmond, gościnnie: Seta) – 3:41
8. "Osiedlowa saga" (produkcja: Siwers, scrathce: DJ Mini) – 3:57
9. "Ulica nocą" (produkcja: Siwers) – 3:21
10. "Pozdrowienia 2" (produkcja: Dezmond) – 0:53
11. "My lubimy się najebać" (produkcja: Siwers) – 3:29
12. "Rusz tyłkiem" (produkcja: Siwers) – 3:44
13. "Po męczącym dniu" (produkcja: Luxon, gościnnie: Seta) – 3:37
14. "Mój styl" (produkcja: Kuba O) – 3:15
15. "Pozdrowienia 3" (produkcja: Dezmond) – 0:46
16. "Do dupy" (produkcja: Siwers, gościnnie: Seta) – 4:00[B]
17. "Nie idę sam" (produkcja: Siwers, gościnnie: Pękacz) – 3:37
18. "Zagrożenie" (produkcja: Siwers, scratche: DJ Technik) – 3:20
19. "Pozdrowienia 4" (produkcja: Siwers) – 0:40
20. "Do czego dążę" (produkcja: Siwers) – 3:58
21. "Reprezentuję siebie" (produkcja: Siwers, scratche: DJ Panda, gościnnie: JWP Maffia, THS Klika, Juras, Wigor, Sokół, Jacenty, Lui, Hemp Gru, Ko1Fu, Pyskaty, Yogi) – 11:08
22. "Outro" (produkcja: Dezmond) – 0:59

Notatki
- A^ W utworze wykorzystano sample z piosenki "Pola Monola + Coca Cola" w wykonaniu Franka Kimono[6].
- B^ W utworze wykorzystano sample z piosenki "Suddenly" w wykonaniu Billy'ego Oceana[6].